# Hermetia pennicornis
Hermetia pennicornis är en tvåvingeart som beskrevs av Mario Bezzi 1908. Hermetia pennicornis ingår i släktet Hermetia och familjen vapenflugor. Inga underarter finns listade i Catalogue of Life.